# 安庆铁路
安庆铁路，是一条位于安徽省安庆市境内的支线铁路，全长40.7千米，由上海铁路局运营。安庆铁路是连接合九铁路至安庆市区的支线铁路，并与宁安城际铁路相通。安庆线运营初期设有4座车站，2004年5月14日开通石镜站:84。